# Kaio
Kaio Felipe Gonçalves (ur. 6 lipca 1987 w Kurytybie) – brazylijski piłkarz występujący na pozycji napastnika.

## Kariera piłkarska
Od 2005 roku występował w Athletico Paranaense, Guanabara, Cerezo Osaka, Yokohama FC, Al-Wasl Dubaj, Jeonbuk Hyundai, Suwon Samsung Bluewings, Buriram United i Yunnan Lijiang.